# Reginaldo Rossi (álbum)
Reginaldo Rossi, também conhecido como "O Pão", é o álbum de estreia do cantor pernambucano Reginaldo Rossi, lançado em 1966 pelo selo Chantecler — CMG 2417.

## Single

### "O Pão"
Reginaldo Rossi já vinha cantando "O Pão" na TV Record e a Rádio Nacional (SP) começara a tocar o compacto, desconhecendo que já em 1965 ele lançara um primeiro álbum (compacto simples) pela Chantecler.
A primeira faixa do disco de estreia do cantor é ainda uma das mais queridas pelos fãs, mesmo após vários anos do lançamento. Ele já lamentava um amor não correspondido que "fez uma bolinha com seu coração e jogou no chão". Mas o final é feliz: ele encontra seu "broto" [gíria para as garotas da Jovem Guarda que o pernambucano adotou]... "mas um 'broto' eu encontrei que diz que eu sou um pão". A composição é parceria dele com Namyr Cury e Oracio Faustino.
Primeiro sucesso da carreira de Reginaldo Rossi, O Pão mostra a fase rock’n roll do cantor, antes de se tornar um expoente no gênero brega-romântico. Não tinha ainda aqueles versos mais sacanas. O romantismo dele, contudo, já trazia uma certa amargura.

## Lista de faixas[nota 1]
| N.º | Título                  | Compositor(es)                                     | Duração |  |
| 1.  | "O Pão"                 | Namir Cury, Orácio Faustino, Reginaldo Rossi       |         |  |
| 2.  | "No Claro ou no Escuro" | Braz Baccarin, Reginaldo Rossi                     |         |  |
| 3.  | "Menino Chato"          | Ademir Batista, Reginaldo Rossi                    |         |  |
| 4.  | "O Amor em Seus Olhos"  | Luiz Oliveira, Reginaldo Rossi                     |         |  |
| 5.  | "Roma e Amor"           | Flávio Berto, Reginaldo Rossi                      |         |  |
| 6.  | "Manhã de Sol"          | Waldemar Pimentel, Carlos Cezar                    |         |  |
| 7.  | "Longe de Mim"          | Reginaldo Rossi                                    |         |  |
| 8.  | "Gamadão"               | Elenizio Moreira, Jocemar Ribeiro, Reginaldo Rossi |         |  |
| 9.  | "O Melhor de Mim"       | Gláucia Prado, Reginaldo Rossi                     |         |  |
| 10. | "O Papo Figo"           | Nízio, Reginaldo Rossi                             |         |  |
| 11. | "Tenho Algo a Dizer-Te" | Maria Alice, Reginaldo Rossi                       |         |  |
| 12. | "No Jardim"             | Hélio de Araújo, Reginaldo Rossi                   |         |  |